# El legado (programa de televisión de España)
El legado es un concurso televisivo de preguntas y respuestas español basado en el formato El legado (original de Argentina, conducido por Jorge Guinzburg en Telefe en 2002), presentado por Ramón García y emitido por La 1 entre el 19 de enero de 2015 y el 15 de febrero de 2015. Tras dos semanas de emisión, El Legado es cancelado por sus bajos datos de audiencia y el programa finaliza a mediados de febrero con un total de 20 episodios ya grabados.

## Sinopsis
El concurso se compone de preguntas y respuestas en el que seis participantes compiten por un premio en metálico. Un concurso que contará con preguntas de cultura general, y en el que el mérito, la estrategia y el azar serán claves. Los seis concursantes comienzan con un dinero asignado y, durante seis pruebas, competirán para alcanzar la prueba final: 'La Guillotina'. Durante cada fase, cada jugador eliminado cederá su 'legado', sus ganancias, al jugador que lo eliminó. Así hasta la prueba final, a la que solo accederá uno de ellos.

## Mecánica
En la primera prueba de 'El legado', 'Palabras encadenadas', los jugadores comenzarán el concurso con 10.000 euros. El objetivo: doblar la cantidad en una prueba no eliminatoria en la que deberán completar cada uno una cadena de diez palabras.
La segunda prueba, 'Verdadero o falso', sí es eliminatoria: el presentador hará preguntas de literatura, ciencias, curiosidades, espectáculos… a los concursantes. Si fallan dos preguntas, estará en peligro de ser eliminado. el mismo concursante señalara a quien va eliminar, el señalado se enfrentará a una pregunta eliminatoria; Si acierta, el concursante señalado pasará y se quedara con el dinero de su oponente; si no, el otro concursante se salva de ser eliminado.
'Los buenos años' es el nombre de la tercera prueba, en la que los concursantes tendrán que asociar acontecimientos a fechas. A continuación, 'La trampa', en la que se propondrá una pregunta con 9 respuestas: 8 correctas y una incorrecta.
En la quinta prueba, 'Adivinanza', con solo tres concursantes, aparecerán pistas que conducirán a una palabra. El jugador que acierte elige a quién lanzar la pregunta de eliminación. Si acierta, los dos van a la final; si no, irá a la siguiente fase con el otro jugador. En la semifinal, 'El duelo', los dos últimos concursantes se miden para decidir quién pasa a la final: se trata de 7 preguntas y cada acierto vale 10.000 euros. Cada concursante tiene 10 segundos para responder y, quien acierte la última pregunta, será el ganador.
El concursante que llega a la final se enfrenta a 'La guillotina', una prueba en la que concursa por el legado acumulado. Una difícil prueba en la que se busca una palabra. Para hallarla, el concursante contará con cinco pistas pero durante la que, si no elige bien, podrá ver mermado dividiendo por mitades su premio final. Si no acierta, podrá repetir el programa siguiente y enfrentarse a cinco nuevos concursantes.

## Episodios y audiencias
| Temporada | Temporada | Episodios | Estreno             | Final                 | Audiencia media | Audiencia media | Audiencia media |
| Temporada | Temporada | Episodios | Estreno             | Final                 | Espectadores    | Cuota           |                 |
| --------- | --------- | --------- | ------------------- | --------------------- | --------------- | --------------- | --------------- |
|           | 1         | 20        | 19 de enero de 2015 | 15 de febrero de 2015 | 618 000         | 5,1%            |                 |

## Primera temporada (2015)
| N.º (serie) | N.º (temp.) | Fecha                 | Audiencia      |
| ----------- | ----------- | --------------------- | -------------- |
| 1           | 1           | 19 de enero de 2015   | 775 000 (6,1%) |
| 2           | 2           | 20 de enero de 2015   | 809 000 (6,2%) |
| 3           | 3           | 21 de enero de 2015   | 872 000 (7,0%) |
| 4           | 4           | 22 de enero de 2015   | 702 000 (5,6%) |
| 5           | 5           | 23 de enero de 2015   | 697 000 (5,9%) |
| 6           | 6           | 26 de enero de 2015   | 618 000 (5,1%) |
| 7           | 7           | 27 de enero de 2015   | 667 000 (5,5%) |
| 8           | 8           | 28 de enero de 2015   | 628 000 (5,1%) |
| 9           | 9           | 29 de enero de 2015   | 528 000 (4,4%) |
| 10          | 10          | 2 de febrero de 2015  | 621 000 (4,9%) |
| 11          | 11          | 3 de febrero de 2015  | 643 000 (5,2%) |
| 12          | 12          | 4 de febrero de 2015  | 603 000 (4,7%) |
| 13          | 13          | 5 de febrero de 2015  | 582 000 (4,6%) |
| 14          | 14          | 6 de febrero de 2015  | 583 000 (4,7%) |
| 15          | 15          | 9 de febrero de 2015  | 528 000 (4,3%) |
| 16          | 16          | 10 de febrero de 2015 | 565 000 (4,8%) |
| 17          | 17          | 11 de febrero de 2015 | 562 000 (4,7%) |
| 18          | 18          | 12 de febrero de 2015 | 574 000 (5,0%) |
| 19          | 19          | 13 de febrero de 2015 | 539 000 (4,9%) |
| 20          | 20          | 15 de febrero de 2015 | 283 000 (4,3%) |